# زبابة بخارى
زبابة بخارية (الاسم العلمي: Sorex buchariensis) (بالإنجليزية: Buchara Shrew)‏ هي نوع من الثدييات يتبع جنس الزبابة من الفصيلة الزبابات.